# رون ديكرسون
رون ديكرسون (بالإنجليزية: Ron Dickerson)‏ هو لاعب كرة قدم أمريكية أمريكي، ولد في 2 يوليو 1948 في Coraopolis, Pennsylvania ‏ في الولايات المتحدة.

## وصلات خارجية
- رون ديكرسون على موقع قاعة ديلاوير للمشاهير الرياضية (الإنجليزية)